# Kriegerdenkmal (Eslarn)

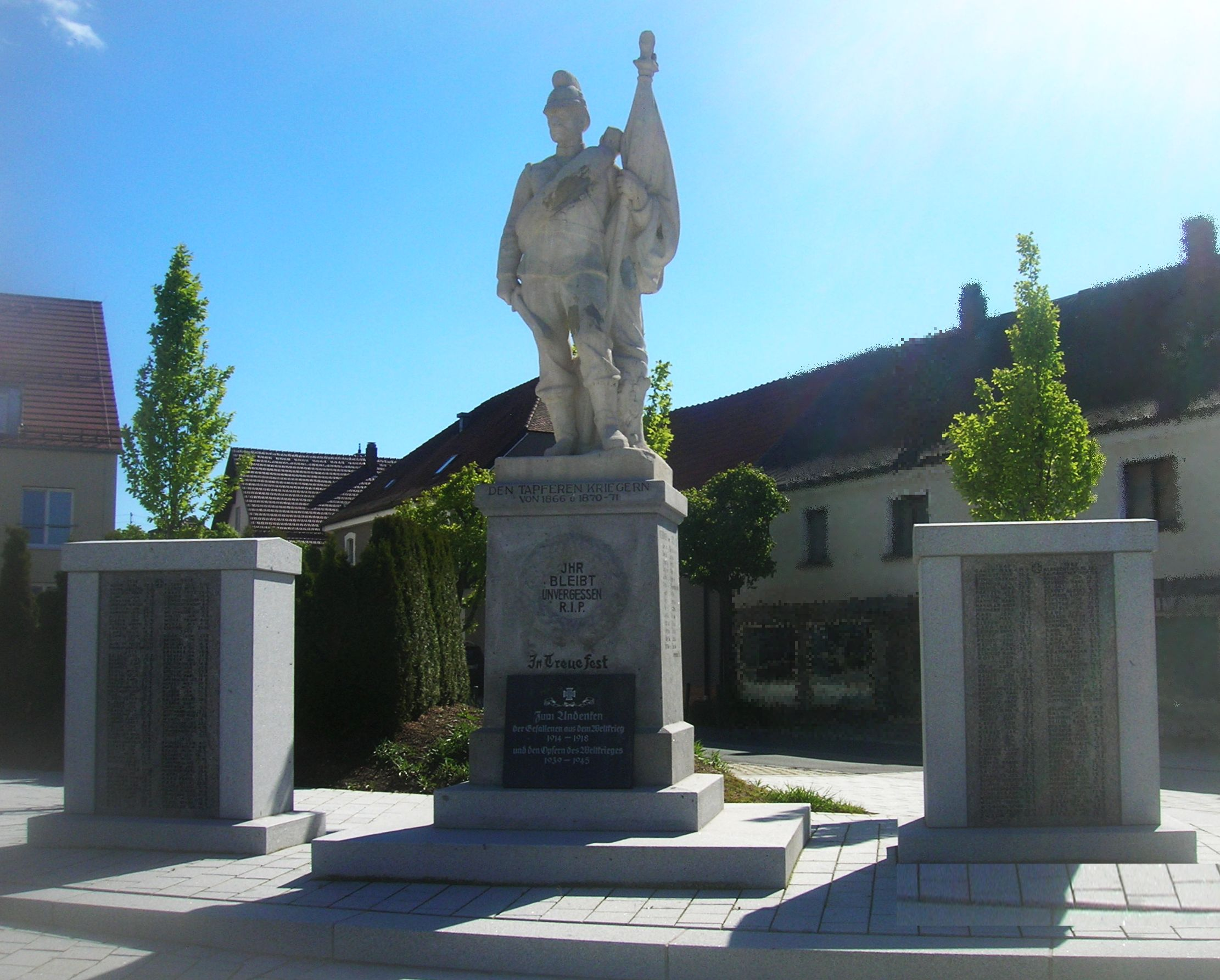
Kriegerdenkmal nach der Sanierung

Das Kriegerdenkmal  befindet sich am Tillyplatz in Eslarn, einer Marktgemeinde im Oberpfälzer Landkreis Neustadt an der Waldnaab in Bayern. Es steht als Baudenkmal unter Denkmalschutz.

## Geschichte
Schon zu Beginn des 20. Jahrhunderts kam in der Eslarner Bevölkerung der Wunsch nach einem Kriegerdenkmal für die Gefallenen des Deutschen Krieges (1866) und des Deutsch-Französischen Krieges (1870/71) auf. Man gründete ein „Krieger-Ehrenmal-Komitee“, konnte jedoch aufgrund fehlender finanzieller Ausstattung erst 1914 mit der Errichtung beginnen. Man einigte sich auf einen Soldaten mit Schwert und Fahne in bayrischer Uniform auf einem massiven Steinsockel. Die Figur beschaffte man aus Frankreich, der Granitsockel wurde von dem Eslarner Steinmetz Josef Gäbl geschaffen. Am 28. Juni 1914 wurde das Denkmal feierlich enthüllt.

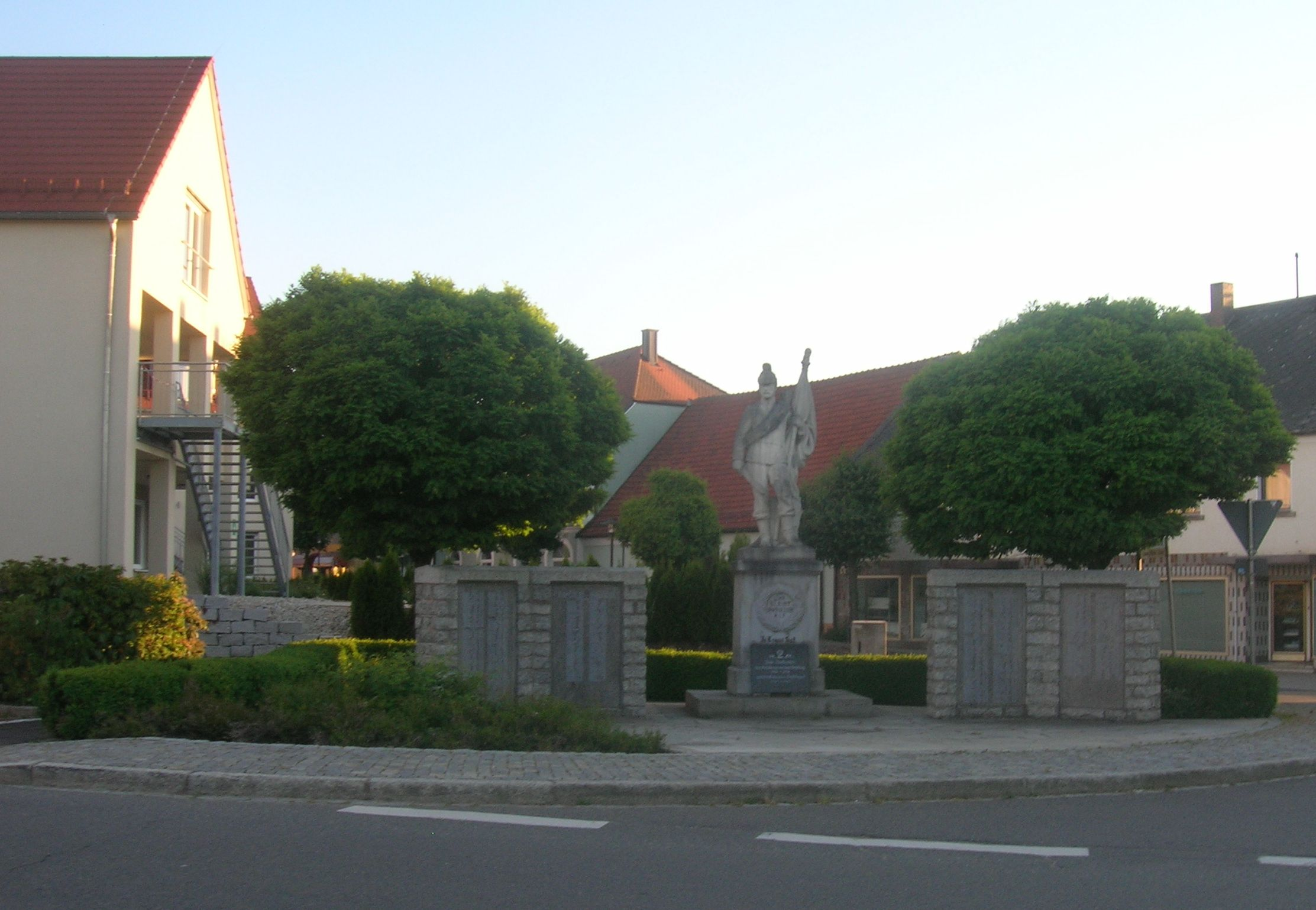
Kriegerdenkmal vor der Generalsanierung im Jahr 2019

Im Jahr 1956 fertigte der Eslarner Steinmetz August Karl zwei Schrifttafeln mit den Namen der Kriegsopfer des Ersten und Zweiten Weltkrieges an. In den 2000er Jahren wurde vom Krieger- und Soldatenverein die Kriegerfigur imprägniert und eine Buchsbaumhecke als Einfriedung gepflanzt. Im Jahr 2019 wurde das Denkmal generalsaniert.

## Beschreibung
Die Skulptur auf dem Hauptpostament stellt einen Soldaten mit Schwert und Fahne dar. Ein quaderförmiger Sockel trägt die symbolische Figur des „Unbekannten Soldaten“. Auf diesem Sockel sind Namen Gefallener und Vermisster des Deutschen Krieges und des Deutsch-Französischen Krieges (1870/71) sowie eines Denkmalkomitees verzeichnet. Zwei Stelen flankieren dieses Postament und tragen beidseitig die Namen Gefallener und Vermisster des Ersten Weltkrieges und des Zweiten Weltkrieges.